# Giovan Battista Lepidi
Giovan Battista Lepidi (L'Aquila, ... – ...; fl. XVI secolo) è stato un poeta e retore italiano del Cinquecento.

## Biografia
Nato all'Aquila all'interno della nobile famiglia Lepidi, fu retore, oratore e poeta attivo nella propria città all'inizio del XIV secolo; scrisse opere in latino, che però non furono ufficialmente pubblicate. Praticò anche un'attività di insegnamento ed erudizione, essendo maestro anche di Bernardino Cirillo.

## Opere
- Poema sulla edificazione, sito e bellezza di Celano e del lago Fucino e delle loro circostanze, diretto ad Alfonso II Piccolomini, duca di Amalfi;
- Orazioni funebri;
- Commentari agli Argonautica di Valerio Flacco.